# Boogie rock

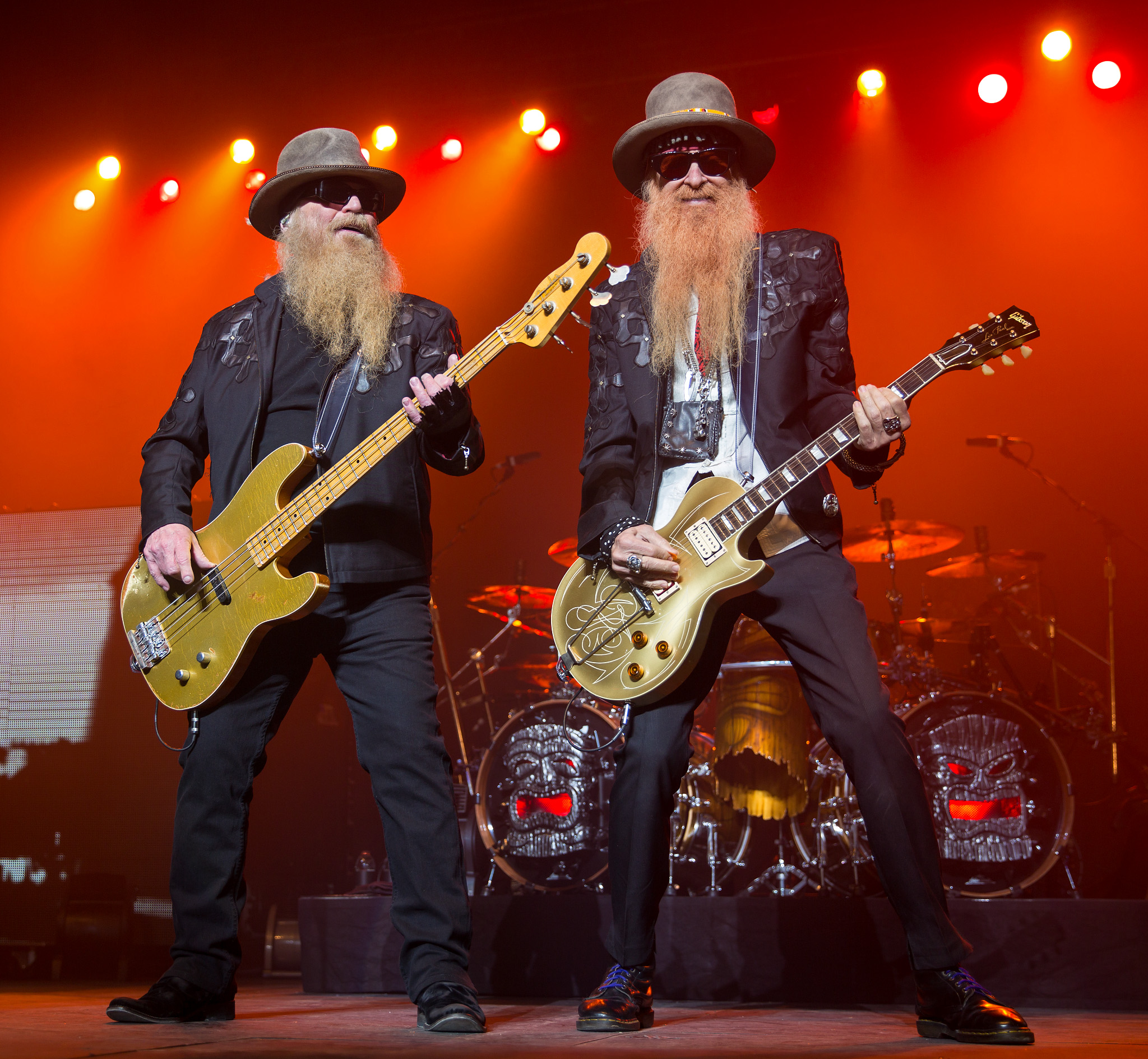
ZZ Top.

Le boogie rock est un genre musical qui fait usage d'éléments issus du blues rock de la fin des années 1960. Principalement utilisé pour les fêtes, le genre se caractérise par des accompagnements répétitifs.

## Groupes notables
Les groupes du genre incluent Canned Heat, ZZ Top, AC/DC, Vardis, Molly Hatchet, Status Quo, Savoy Brown et Foghat.